# Quartett (Verslehre)
Quartett ist in der Verslehre allgemein eine vierzeilige Strophenform. Spezifisch ist der Begriff für die beiden ersten Strophen im klassischen Sonett.
In der klassischen Form des Sonetts weisen die Quartette gleiche Reime auf (Reimschema [abba abba]), im deutschen Sonett des 20. Jahrhunderts reimen sich die Quartette meist nur in sich selbst ([abba cddc]).
Im Sonett entspricht die innere Struktur im Idealfall der äußeren Form, wobei die Quartette beispielsweise ein spannungsvolles Gegenüber bilden, bei dem der These im ersten Quartett die Antithese im zweiten Quartett gegenübergestellt wird.
Zur allgemein vierzeiligen Strophen- und Gedichtformen siehe Vierzeiler.